# Oh Bondage Up Yours!
«Oh Bondage Up Yours!» — дебютный сингл британской панк-рок группы X-Ray Spex, вышедший в сентябре 1977 года. Сингл не попал в чарты, но со временем стал классикой панк-рока.
В июне 1977 года, ещё до выхода сингла, концертная версия песни (записанная 2 апреля 1977 года), была издана на альбоме The Roxy London WC2. Песня была замечена и позволила группе заключить контракт с лейблом Virgin Records на выпуск одного сингла.
Поли Стайрин, вокалист и автор песен X-Ray Spex, решила присоединиться к панк-сцене в июле 1976 года, после посещения одного из концертов Sex Pistols. Её обеспокоенность проблемами общества потребления нашла своё отражение в псевдониме, который она взяла себе, и в песне «Oh Bondage Up Yours!», написанной вскоре после посещения ещё одного концерта Sex Pistols в августе 1976 года. В тексте песни современный капиталистический материализм описывается как разновидность рабства и содержатся «феминистские призывы». Позднее Стайрин описывала свою песню как «призыв к освобождению. В ней говорилось: „Подневольность — забудь о ней! Я не позволю, чтобы меня связали законы потребительства или мои собственные чувства“».
Одним из инструментов, используемых в X-Ray Spex, стал саксофон, что было крайне необычно для панк-рок группы. Также необычным был тот факт, что саксофонисткой была 16-летняя девушка Сьюзен Уитби (Лора Лоджик). Менеджер группы Фэлкон Стьюарт помог убедить Стайрин, что присутствие в группе второй женщины будет способствовать её коммерческому успеху.
Критики считают «Oh Bondage Up Yours!» гимном антиматериализма и «одним из определяющих моментов в панк-роке». Саксофон Лоры Лоджик «вгрызается [в мелодию] сквозь вездесущую гитару-бензопилу», а вокал Поли Стайрин звучит как «нечто среднее между голосом ребёнка и банши».

## Состав
- Поли Стайрин — вокал
- Лора Лоджик — саксофон
- Джек Эирпорт — гитара
- Пол Дин — бас-гитара
- Б. П. Хердинг — ударные